# سواره‌نظام ایالات متحده آمریکا
سواره نظام ایالات متحده آمریکا یک شاخه از ارتش ایالات متحده می‌باشد که در اواخر قرن ۱۸ تشکیل شد. وظایف اصلی این شاخه، عملیات شناسایی و امنیت است.

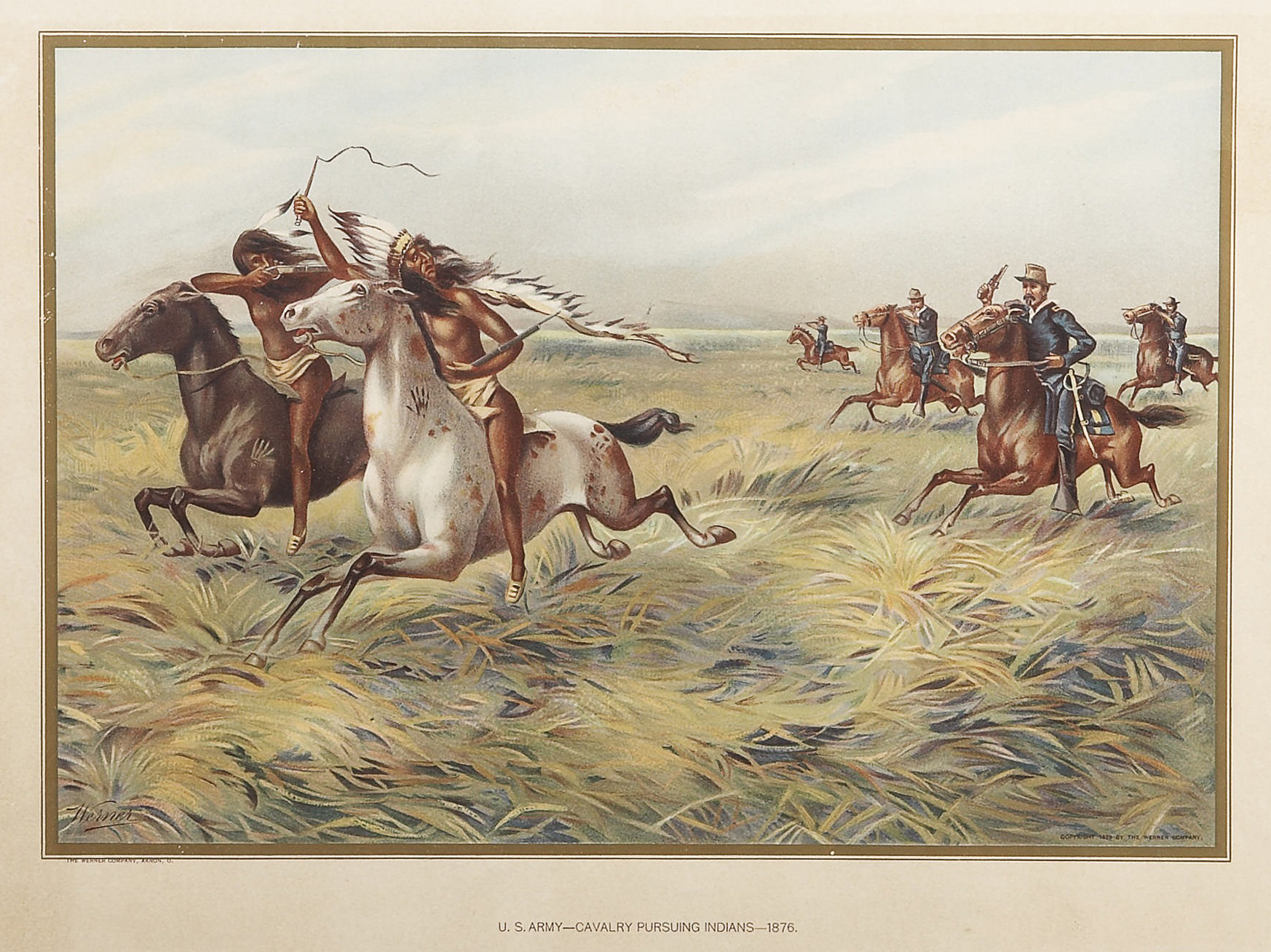
سواره نظام ایالات متحده در جدال با سرخ ‍‍‍‍پوستان دراواسط قرن ۱۹.